# Lime Rock Park

Bankarta.

Lime Rock Park är en racerbana belägen i Lime Rock, Connecticut, USA. Banan är 2,46 kilometer lång och är en av USA:s snabbaste naturliga racerbanor. Banan arrangerar Northeast Grand Prix i American Le Mans Series.

## Historia
Lime Rock Park öppnades 1957 och byggdes helt efter naturens former, med svepande snabba kurvor och med läktare på sluttningar. Banan har framförallt arrangerat sportvagnstävlingar, samt historiska biltävlingar. Banans årliga historiska festival grundades 1982 och har körts årligen sedan dess. Under 2000-talet var American Le Mans Series banans största evenemang, med en tävling över 2 timmar och 45 minuter i juni varje år.
Banans originella utformning består av sju kurvor och en relativt lång raksträcka som bästa plats för omkörningar. Inför 2008 års Northeast Grand Prix byggdes en chikan till på banans baksida för att minska de ökande farterna som prototyperna uppnådde.
Skip Barber Racing School är banans flitigaste användare, och denna utbildning för aspirerande racerförare hyr in sig på banan i stor omfattning. Banan används ungefär 220 dagar per år, och är enbart stängd under vintern.

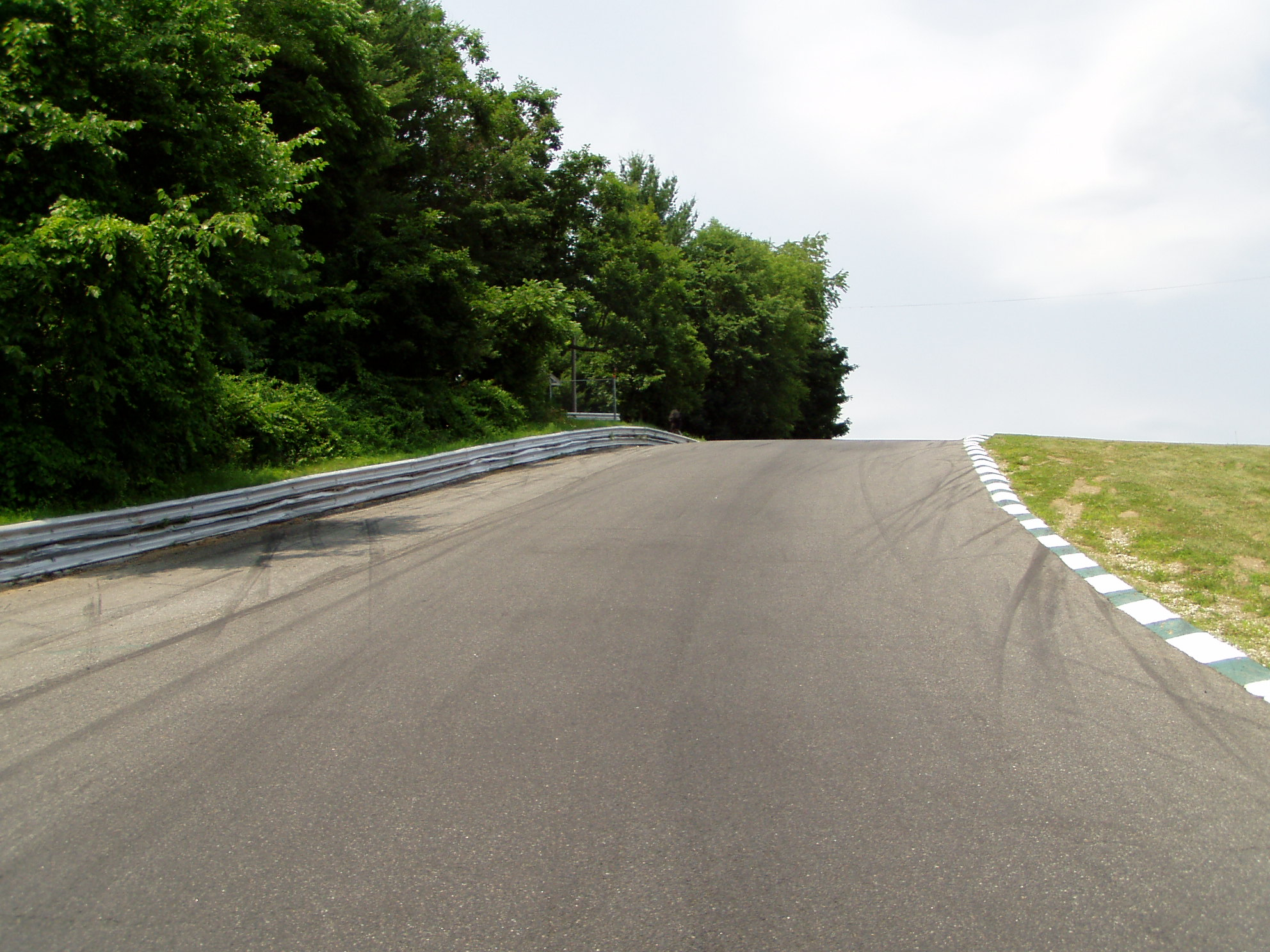
The Uphill.